# Garfield Darien
Garfield Darien (Francia, 22 de diciembre de 1987) es un atleta francés, especialista en la prueba de 110 m vallas en la que llegó a ser subcampeón europeo en 2012.

## Carrera deportiva
En el Campeonato Europeo de Atletismo de 2010 ganó la medalla de plata en los 110 m vallas, con un tiempo de 13.34 segundos, llegando a meta tras el británico Andy Turner (oro con 13.28 s) y por delante del húngaro Dániel Kiss (bronce con 13.39 segundos).
Dos años después, en el Campeonato Europeo de Atletismo de 2012 volvió a ganar la medalla de plata en los 110 m vallas, con un tiempo de 13.20 segundos, llegando a meta tras el ruso Sergey Shubenkov (oro con 13.16 s) y por delante del polaco Artur Noga que con 13.27 s batió el récord nacional polaco.